# 趙昕 (宋朝)
赵昕（1039年9月6日—1041年3月24日），宋朝第四代皇帝宋仁宗赵祯次子，母亲昭節貴妃。
寶元二年（1039年）八月十五日生。康定元年（1040年）七月戊寅，封赵昕为檢校太尉、忠正军节度使，封寿国公。庆历元年（1041年）二月二十己亥，早薨，年仅三岁。贈太師、尚書令，封豫王，諡悼穆。嘉祐四年（1059年）十二月，追封越王。宋英宗即位，追封唐王。宋徽宗元符三年（1100年）三月，改追宗室，追封雍王。